# Sarke
Sarke est un groupe de black et thrash metal norvégien, originaire d'Oslo. Le groupe est formé en 2008.

## Biographie
Thomas « Sarke » Berglie a initialement l'idée d'écrire un album en 2003. Le processus d'écriture démarre en septembre 2008. En novembre, il part en studio H10 Productions travailler aux côtés du producteur Lars-Erik Westby. C'est Anders Hunstad (El Caco) qui se charge des parties au clavier. Leur premier album, Vorunah, est finalement publié en avril 2009 au label Indie Recordings. Le groupe participe à l'Inferno Metal Festival d'Oslo en avril 2009 avec Asgeir Mickelson (Spiral Architect, ex-Borknagar) dans le rôle du batteur et Terje « Cyrus » Andersen dans le rôle du guitariste. Cette même année, ils participent à plusieurs autres festivals comme le Wacken Open Air et le Hole in the Sky, en août. Ils participent au Wacken Open Air avec le musicien Thomas Gabriel Fischer avec qui ils jouent Dethroned Emperor de Celtic Frost.
En 2010, le groupe se lance dans l'écriture de nouvelles chansons incluant Condemned et Captured. En octobre 2010, le groupe revient au studio H10 Productions pour enregistrer un nouvel album. Les chansons sont écrites par Bergli, Skjellum, Andersen et Mickelson. L'album, intitulé Oldarhian, est publié en avril 2011 en Europe. En août 2013, ils publient la chanson Walls of Ru. Le groupe annonce ensuite un changement de formation : Bergli à la basse, Mickelson à la batterie, Gundersen à la guitare et Skjellum Hunstad au chant et au clavier. En septembre, ils finissent et publient l'album Aruagint.
Au début de 2016, le groupe publie un nouvel album intitulé Bogefod

## Membres

### Membres actuels
- Sarke – basse (depuis 2008), guitare, batterie (2008-2011)[1]
- Nocturno Culto – chant (depuis 2008)[1]
- Steinar Gundersen – guitare solo (depuis 2011)[1]
- Anders Hunstad – clavier (depuis 2011)[1]

### Membres de session
- Christian Broholt – chant (depuis 2015)[1]
- Asgeir Mickelson – batterie (2009-2011)[1]
- Cyrus – guitare (2009-2011)[1]
- Steinar Gundersen – guitare (2009-2011)[1]
- Anders Hunstad – clavier (2009-2011)[1]
- Athera – chant (2015)[1]

### Anciens membres
- Asgeir Mickelson – basse (2011-2014)[1]
- Cyrus – guitare solo (2011-2013)[1]

## Discographie

### Albums studio
- 2009 : Vorunah
- 2011 : Oldarhian
- 2013 : Aruagint
- 2016 : Bogefod
- 2019 : Gastwerso
- 2021 : Allsighr
- 2024 : Endo Feight

### Singles
- 2011 : Condemned
- 2011 : Novel Dawn
- 2016 : Sunken
- 2016 : Alternation